# Cokół berliński

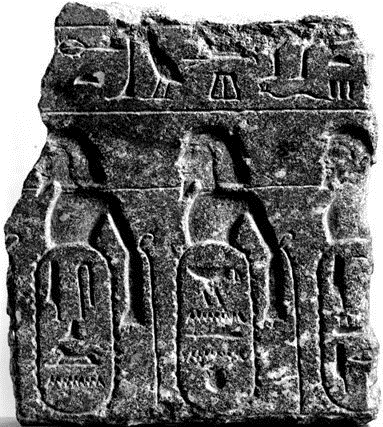
Cokół berliński (relief 21687)

Cokół berliński – część podstawy piedestału niezachowanego posągu z czasów starożytnego Egiptu zawierającego inskrypcję opisującą zwycięstwa Egiptu nad pobliskimi sąsiadami. Według niemieckiego archeologa prof. Manfreda Görga (1938–2012) inskrypcja na cokole prawdopodobnie pierwotnie zawierała najstarszą znaną wzmiankę o Izraelu, starszą od inskrypcji ze steli Merenptaha (okres pomiędzy 1224 a 1208 p.n.e) o jakieś dwa wieki. Artefakt jest przechowywany w Muzeum Egipskim w Berlinie (relief 21687).

## Opis
W roku 1913 fragment podstawy piedestału od egipskiego handlarza nabył egiptolog Ludwig Borchardt (1863–1938). Zachowany fragment ma wymiary około 40×45 cm. Krawędzie cokołu zostały odłamane. Zachowana część przedstawia trzech jeńców azjatyckich, związanych sznurem na szyi (termin „azjatycki” odnosi się do krajów położonych na wschód od Egiptu). Każdemu więźniowi przypisano kartusze z nazwą wskazującą kraj jego pochodzenia, opisany hieroglifami.
Pierwszy kartusz od lewej wskazuje na Aszkelon nadmorskie miasto, jedno z pięciu zajmowanych przez Filistynów. Środkowy kartusz to Kanaan. Natomiast kartusz po prawej jest częściowo odłamany. Stał się on tematem debaty dotyczącej odczytania brakującej litery hieroglificznej z prawej górnej strony kartusza. W 2001 roku jeden z głównych tłumaczy tej inskrypcji, prof. Manfred Görg, ze względu na zachowane nacięcie przypominające dziób, uznał brakujący znak za symbol sępa. W ten sposób uszkodzony kartusz odczytał jako Izrael.
Od tego czasu prowadzono dodatkowe badania, w tym specjalistyczną fotografię oraz skanowanie 3D. Badania te dostarczyły dodatkowych dowodów potwierdzających, że uszkodzony hieroglif rzeczywiście przedstawiał sępa – oprócz dzioba zachowała się lewa noga i pazur, a także zarys brzucha ptaka. To pozwala odczytać kartusz jako Izrael, lecz równocześnie identyfikacja wywołała debatę dotyczącą odczytu. Taki zapis słowa Izrael byłby unikalny w tekstach egipskich.
Jednym z najmocniejszych dowodów przemawiających za odczytem uszkodzonego kartusza jako Izrael są dwie pozostałe nazwy na piedestale: Aszkelon i Kanaan, które odnoszą się do terenów położonych w tej samej okolicy. Podobny układ można znaleźć na steli Merenptaha, gdzie obok siebie są wymienione kolejno: Kanaan, Aszkelon, Gezer, Janoam i Izrael.
W roku 2010 wyniki badań w pracy „Israel in Canaan (Long) Before Pharaoh Merenptah? A Fresh Look at Berlin Statue Pedestal Relief 216871” opublikowali Peter van der Veen (Uniwersytet w Moguncji), Christoffer Theis (Uniwersytet w Heidelbergu) oraz Manfred Görg (Uniwersytet w Monachium).

## Datowanie
Datowanie cokołu berlińskiego jest trudne do ustalenia, ponieważ nie został on odkryty w trakcie badań archeologicznych in situ, lecz został zakupiony od handlarza. Niektórzy badacze przyjmują, że artefakt pochodzi z podobnego okresu co stela Merenptaha, ponieważ wymienia nazwy w podobny sposób. W rzeczywistości zawiera ona jednak sporo różnic w pisowni, a każdy kartusz na cokole został zapisany inaczej niż na steli (tego typu różnice są dość częste w hieroglificznej transliteracji nazw własnych i miejsc).
Opierając się na samym piśmie, cokół berliński przypomina pisownię z czasów XVIII dynastii, co umieszcza cokół w przedziale czasowym ok. 1550–1292 p.n.e. Najdokładniej pismo odpowiada czasom Amenhotepa II lub Amenhotepa III (ok. 1425–1351 p.n.e.). Jeśli to datowanie jest poprawne, oznacza to, że termin „Izrael” na cokole berlińskim jest o jakieś dwa wieki starszy od napisu ze steli Merenptaha.